# Sceaux (Yonne)
Sceaux foi uma comuna francesa na região administrativa de Borgonha-Franco-Condado, no departamento de Yonne. Estendia-se por uma área de 12,83 km². Em 2010 a comuna tinha 135 habitantes (densidade: 10,5 hab./km²).
Em 1 de janeiro de 2019, passou a formar parte da nova comuna de Guillon-Terre-Plaine.